# MSC Grandiosa

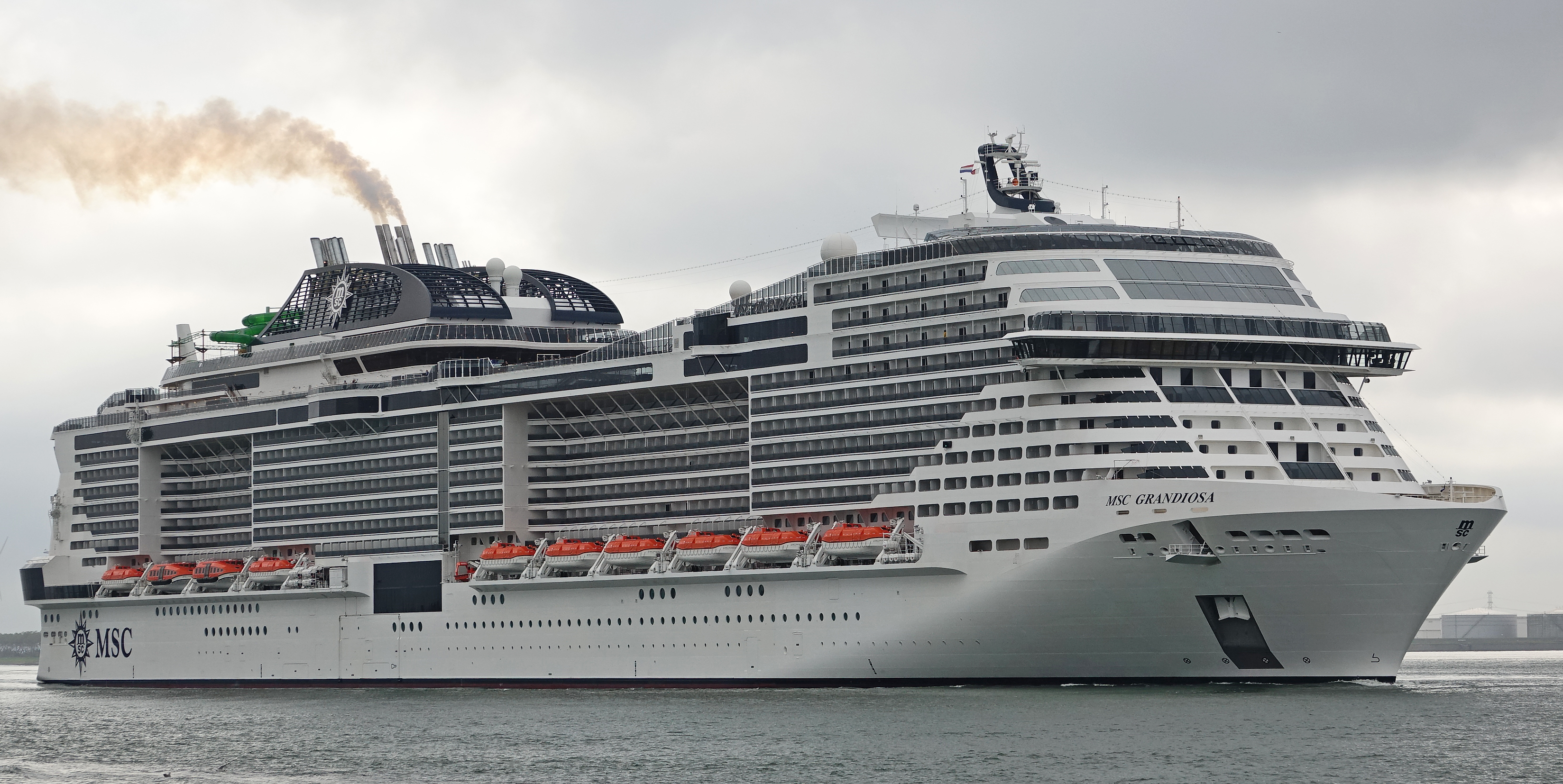
MSC Grandiosa in partenza

MSC Grandiosa è una nave da crociera costruita presso i Chantiers de l'Atlantique della STX France a Saint-Nazaire, Francia, per la compagnia di navigazione MSC Crociere, prima di tre navi gemelle della classe Meraviglia-Plus, ne è l'unità capofila.
Ha altre due navi gemelle: MSC Virtuosa, e MSC Euribia.

## Storia
Nel novembre 2017, MSC Crociere annuncia che il nome della prima nave della classe Meraviglia Plus sarebbe stato MSC Grandiosa.
Il taglio della prima lamiera è avvenuto il 15 novembre 2017 nello stabilimento di Saint-Nazaire, in Francia, dando il via alla costruzione della nave.
Il 5 gennaio 2019 è avvenuta la cerimonia di varo tecnico (detto in inglese float out) mentre a settembre dello stesso anno ha completato con successo le prove in mare.
Il 9 maggio 2019, MSC Crociere ha annunciato che la cerimonia inaugurale di MSC Grandiosa si terrà al porto di Amburgo il 9 novembre 2019.

## Caratteristiche
La classe Meraviglia-Plus nasce come un'ulteriore evoluzione del prototipo della classe Meraviglia. Viene mantenuto il design nel complesso, ma viene aumentata la stazza lorda e la lunghezza della nave. Ne risulta un numero di cabine che passa da circa 2.240 a circa 2.440.
Il numero dei ponti resta invece invariato, 19 in totale di cui 15 accessibili ai passeggeri, con ogni ponte denominato con il nome di un famoso pittore. Di conseguenza, resta pressoché invariata anche l'altezza totale della nave che si attesta a 67 metri, solamente 2 in più rispetto all'MSC Meraviglia e all'MSC Bellissima.
Inoltre, la MSC Grandiosa segna un altro passo della compagnia verso la riduzione delle emissioni. La nave è dotata di un sistema di riduzione selettiva catalitica che riduce le emissioni di ossido di azoto di circa l'80%. Allo stesso modo è dotata di un sistema d'alimentazione terra-nave, che collega la nave alla rete elettrica del porto mentre resta ormeggiata. In questo modo non vengono utilizzati i generatori ausiliari e viene ridotta l'emissione di polveri sottili, CO2, ossidi di azoto e zolfo .

## Incidenti
Il 30 dicembre 2019 la MSC Grandiosa, durante la manovra di attracco, ha urtato la banchina del porto di Palermo (nessun ferito a bordo e a terra), causando un danno alla murata di poppa, che venne riparato completamente nel mese di gennaio 2020.

## Navi gemelle

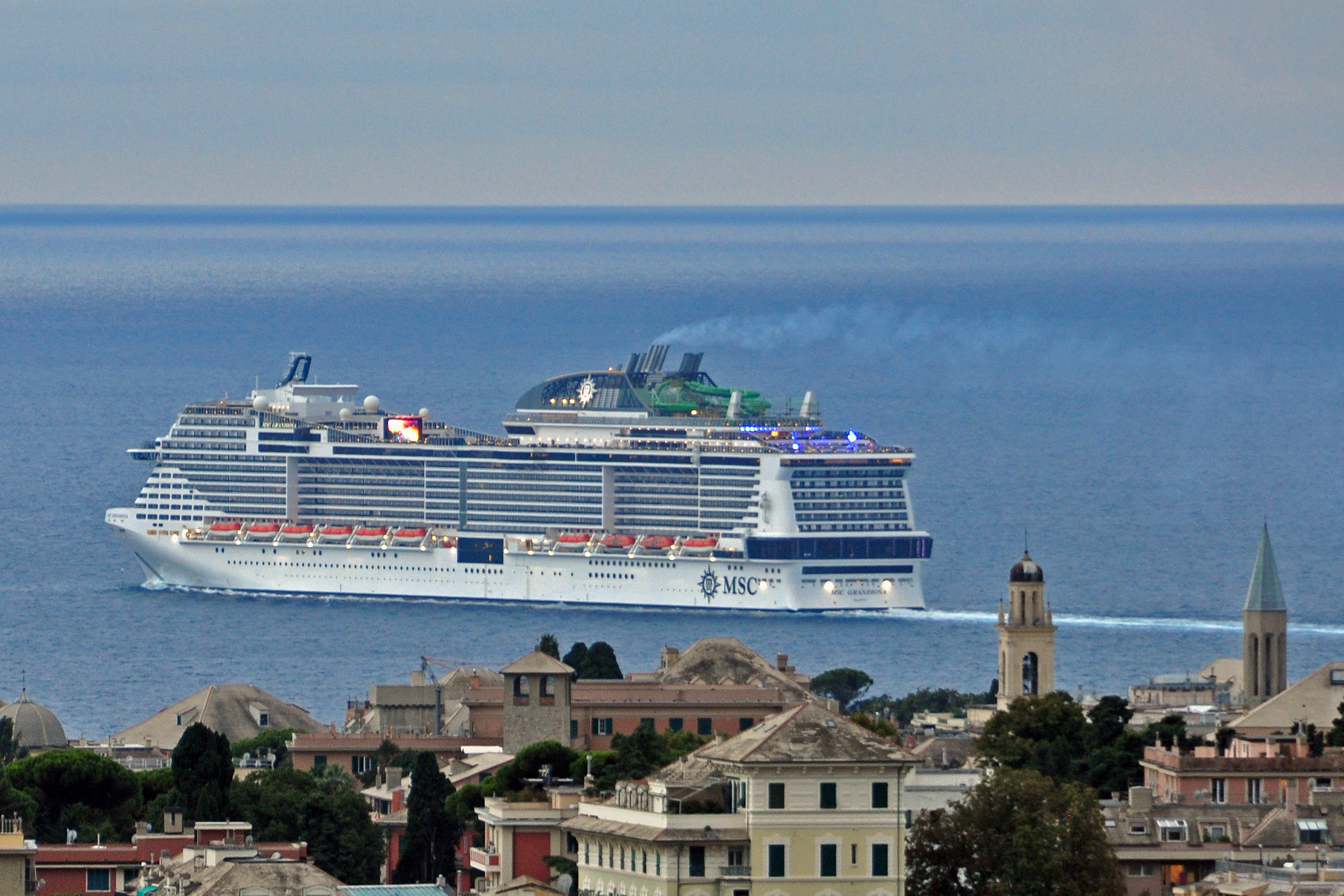
MSC Grandiosa in partenza dal Porto di Genova.

- MSC Virtuosa
- MSC Euribia